# 普列維扎區
48°46′23″N 18°37′20″E / 48.77306°N 18.62222°E

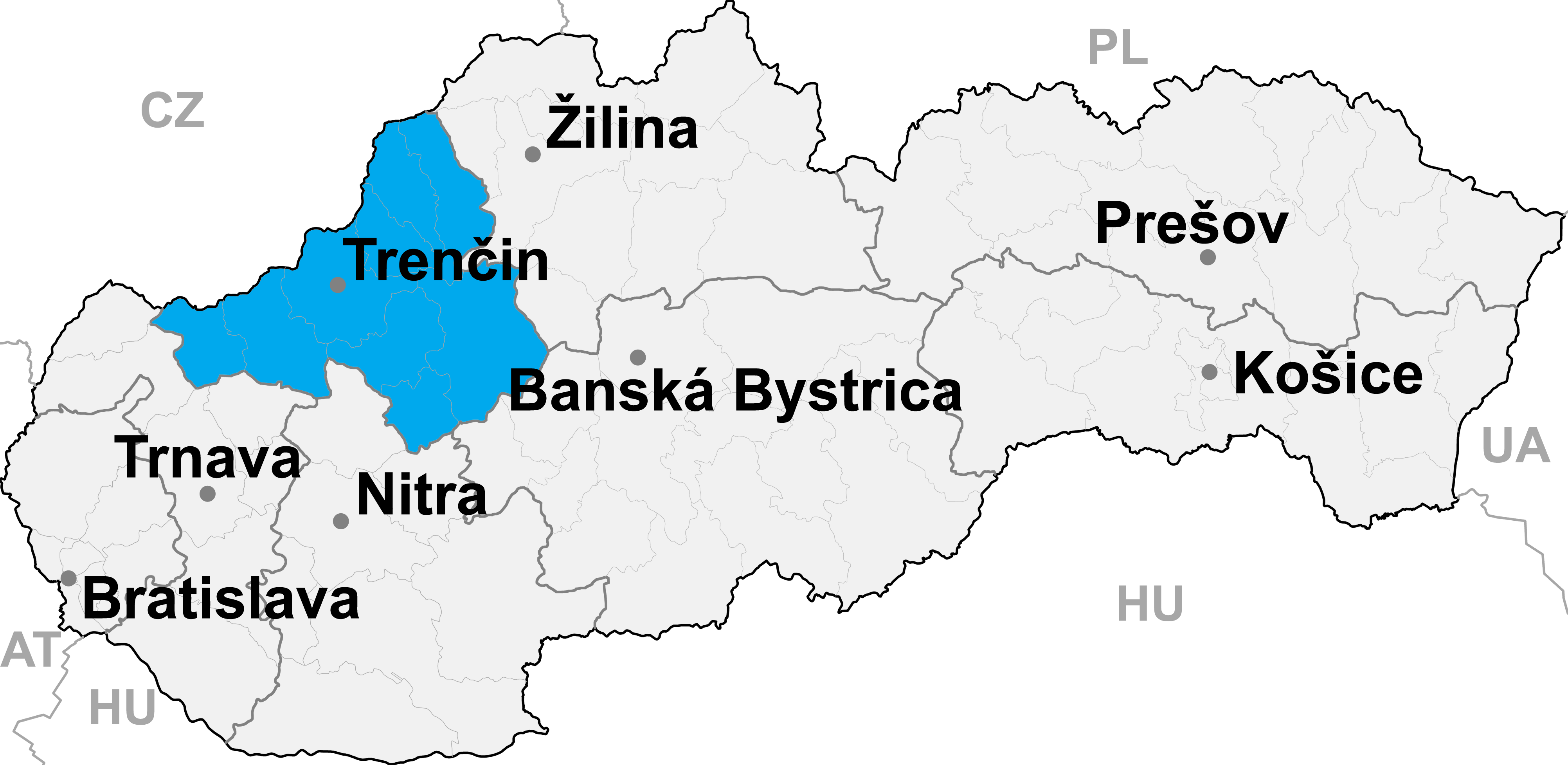

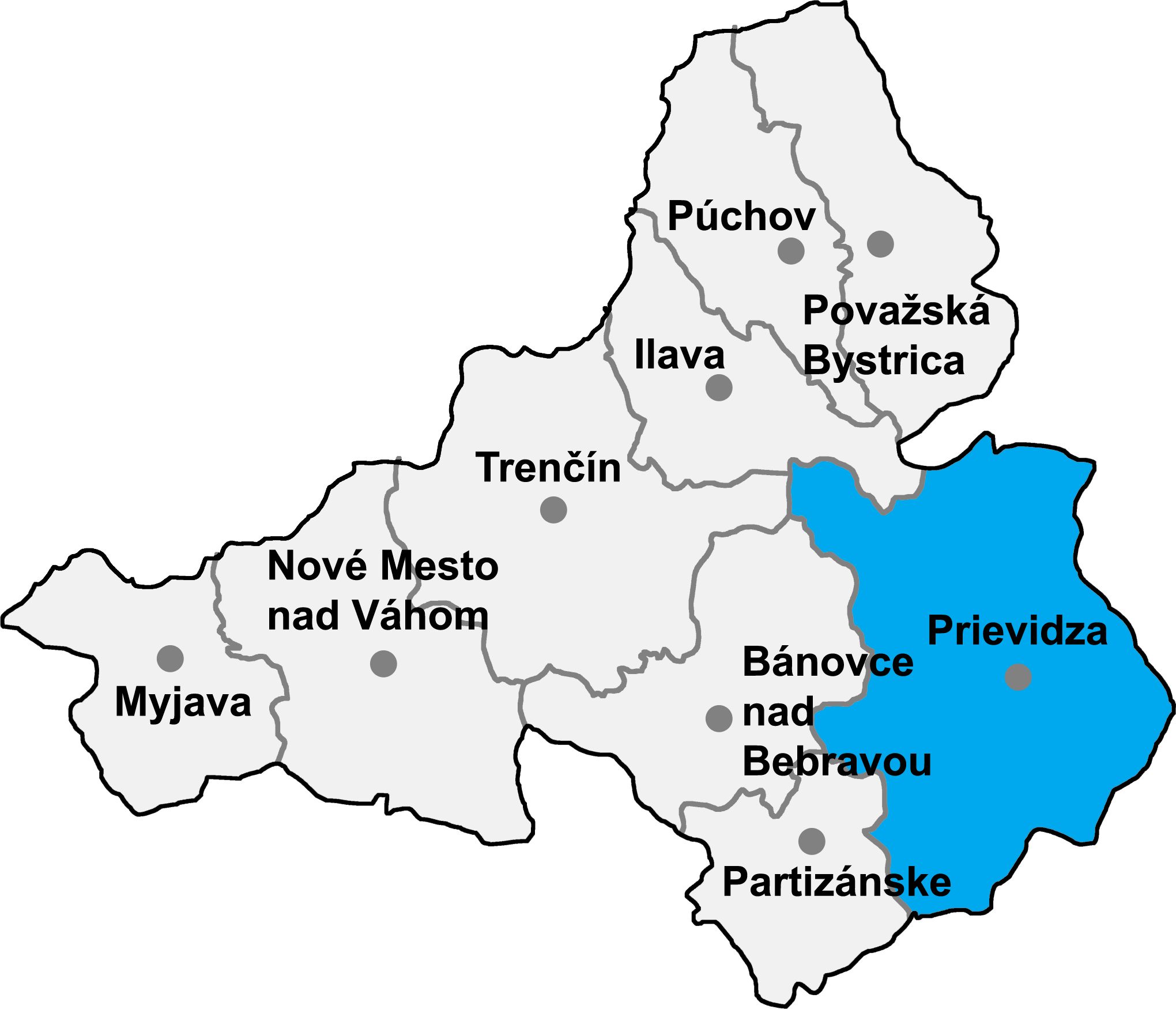

普列維扎區，是斯洛伐克的一個區，位於該國西部，由特倫欽州負責管轄，面積960平方公里，2008年該區人口139,442，人口密度每平方公里150人。